# Chile cascabel
El chile cascabel es una variedad de chile seco de la especie Capsicum annuum, de apariencia esférica y color de pardo oscuro a rojizo café. Posee una pungencia entre los 1,300–2,000 SHU (es decir, de moderado a alto). Mide en promedio 3 cm de diámetro y su piel es tersa y dura. Son típicos en el centro de México y son apreciados por su sabor picoso ligeramente dulce y que recuerda a la nuez.
Fresco se le denomina chile bola. Otros nombres locales son chilcoztli, chile trompa o travieso. A veces se le confunde con el chile puya o el chile guajillo.
El nombre proviene del ruido que hacen las semillas cuando se agita, que recuerda a un cascabel.